# Tour de Suisse 2016
La 80e édition du Tour de Suisse a lieu du  11 au 19 juin 2016. C'est la dix-septième épreuve de l'UCI World Tour 2016.

## Présentation

### Équipes
22 équipes participent à ce Tour de Suisse - les 18 WorldTeams et 4 équipes continentales professionnelles invitées :
| UCI WorldTeams   | UCI WorldTeams | UCI WorldTeams |
| Nom de l'équipe  | Pays           | Code           |
| ---------------- | -------------- | -------------- |
| AG2R La Mondiale | France         | ALM            |
| Astana           | Kazakhstan     | AST            |
| BMC Racing       | États-Unis     | BMC            |
| Cannondale       | États-Unis     | CPT            |
| Dimension Data   | Afrique du Sud | DDD            |
| Etixx-Quick Step | Belgique       | EQS            |
| FDJ              | France         | FDJ            |
| Giant-Alpecin    | Allemagne      | TGA            |
| IAM              | Suisse         | IAM            |
| Katusha          | Russie         | KAT            |
| Lampre-Merida    | Italie         | LAM            |
| Lotto-Soudal     | Belgique       | LTS            |
| Lotto NL-Jumbo   | Pays-Bas       | TLJ            |
| Movistar         | Espagne        | MOV            |
| Orica-GreenEDGE  | Australie      | OGE            |
| Sky              | Royaume-Uni    | SKY            |
| Tinkoff          | Russie         | TNK            |
| Trek-Segafredo   | États-Unis     | TFS            |

| Équipes continentales professionnelles | Équipes continentales professionnelles | Équipes continentales professionnelles |
| Nom de l'équipe                        | Pays                                   | Code                                   |
| -------------------------------------- | -------------------------------------- | -------------------------------------- |
| CCC Sprandi Polkowice                  | Pologne                                | CCC                                    |
| Roompot-Oranje Peloton                 | Pays-Bas                               | ROP                                    |
| Roth                                   | Suisse                                 | ROT                                    |
| Verva ActiveJet                        | Pologne                                | VAT                                    |

## Étapes
| Étape     | Date    | Villes étapes              | type                        | Distance (km) | Vainqueur d'étape   | Leader du classement général |
| --------- | ------- | -------------------------- | --------------------------- | ------------- | ------------------- | ---------------------------- |
| 1re étape | 11 juin | Baar – Baar                | prologue                    | 6,4           | Fabian Cancellara   | Fabian Cancellara            |
| 2e étape  | 12 juin | Baar – Baar                | étape de moyenne montagne   | 187,6         | Peter Sagan         | Jürgen Roelandts             |
| 3e étape  | 13 juin | Grosswangen – Rheinfelden  | étape de plaine             | 192,6         | Peter Sagan         | Peter Sagan                  |
| 4e étape  | 14 juin | Rheinfelden – Champagne    | étape de plaine             | 193           | Maximiliano Richeze | Peter Sagan                  |
| 5e étape  | 15 juin | Brigue-Glis – Carì         | étape de montagne           | 126,4         | Darwin Atapuma      | Pierre Latour                |
| 6e étape  | 16 juin | Weesen – Amden             | étape de moyenne montagne   | 162,8         | Pieter Weening      | Wilco Kelderman              |
| 7e étape  | 17 juin | Arbon – Sölden             | étape de montagne           | 224,3         | Tejay van Garderen  | Warren Barguil               |
| 8e étape  | 18 juin | Davos – Davos              | contre-la-montre individuel | 16,8          | Ion Izagirre        | Miguel Ángel López           |
| 9e étape  | 19 juin | La Punt Chamues-ch – Davos | étape de montagne           | 57            | Jarlinson Pantano   | Miguel Ángel López           |

## Déroulement de la course

### Prologue
| Classement de l'étape | Classement de l'étape | Classement de l'étape | Classement de l'étape | Classement de l'étape |
|                       | Coureur               | Pays                  | Équipe                | Temps                 |
| --------------------- | --------------------- | --------------------- | --------------------- | --------------------- |
| 1er                   | Fabian Cancellara     | Suisse                | Trek-Segafredo        | en 7 min 38 s         |
| 2e                    | Jürgen Roelandts      | Belgique              | Lotto-Soudal          | + 1 s                 |
| 3e                    | Luke Durbridge        | Australie             | Orica-GreenEDGE       | + 2 s                 |
| 4e                    | Martin Elmiger        | Suisse                | IAM                   | + 6 s                 |
| 5e                    | Ion Izagirre          | Espagne               | Movistar              | + 6 s                 |
| 6e                    | Tim Wellens           | Belgique              | Lotto-Soudal          | + 7 s                 |
| 7e                    | Johan Le Bon          | France                | FDJ                   | + 9 s                 |
| 8e                    | Silvan Dillier        | Suisse                | BMC Racing            | + 9 s                 |
| 9e                    | Gorka Izagirre        | Espagne               | Movistar              | + 10 s                |
| 10e                   | Wilco Kelderman       | Pays-Bas              | Lotto NL-Jumbo        | + 10 s                |
| modifier              |                       |                       |                       |                       |

| Classement général | Classement général | Classement général | Classement général | Classement général |
|                    | Coureur            | Pays               | Équipe             | Temps              |
| ------------------ | ------------------ | ------------------ | ------------------ | ------------------ |
| 1er                | Fabian Cancellara  | Suisse             | Trek-Segafredo     | en 7 min 38 s      |
| 2e                 | Jürgen Roelandts   | Belgique           | Lotto-Soudal       | + 1 s              |
| 3e                 | Luke Durbridge     | Australie          | Orica-GreenEDGE    | + 2 s              |
| 4e                 | Martin Elmiger     | Suisse             | IAM                | + 6 s              |
| 5e                 | Ion Izagirre       | Espagne            | Movistar           | + 6 s              |
| 6e                 | Tim Wellens        | Belgique           | Lotto-Soudal       | + 7 s              |
| 7e                 | Johan Le Bon       | France             | FDJ                | + 9 s              |
| 8e                 | Silvan Dillier     | Suisse             | BMC Racing         | + 9 s              |
| 9e                 | Gorka Izagirre     | Espagne            | Movistar           | + 10 s             |
| 10e                | Wilco Kelderman    | Pays-Bas           | Lotto NL-Jumbo     | + 10 s             |
| modifier           |                    |                    |                    |                    |

### 1reétape
| Classement de l'étape | Classement de l'étape    | Classement de l'étape | Classement de l'étape | Classement de l'étape |
|                       | Coureur                  | Pays                  | Équipe                | Temps                 |
| --------------------- | ------------------------ | --------------------- | --------------------- | --------------------- |
| 1er                   | Peter Sagan              | Slovaquie             | Tinkoff               | en 4 h 35 min 19 s    |
| 2e                    | Maximiliano Richeze      | Argentine             | Etixx-Quick Step      | m.t                   |
| 3e                    | Michael Matthews         | Australie             | Orica-GreenEDGE       | m.t                   |
| 4e                    | Magnus Cort Nielsen      | Danemark              | Orica-GreenEDGE       | m.t                   |
| 5e                    | Jürgen Roelandts         | Belgique              | Lotto-Soudal          | m.t                   |
| 6e                    | Jasper Stuyven           | Belgique              | Trek-Segafredo        | m.t                   |
| 7e                    | Danny van Poppel         | Pays-Bas              | Sky                   | + 3 s                 |
| 8e                    | Reinardt J. van Rensburg | Afrique du Sud        | Dimension Data        | + 3 s                 |
| 9e                    | Sven Erik Bystrøm        | Norvège               | Katusha               | + 3 s                 |
| 10e                   | Tom Van Asbroeck         | Belgique              | Lotto NL-Jumbo        | + 3 s                 |
| modifier              |                          |                       |                       |                       |

| Classement général | Classement général | Classement général | Classement général | Classement général |
|                    | Coureur            | Pays               | Équipe             | Temps              |
| ------------------ | ------------------ | ------------------ | ------------------ | ------------------ |
| 1er                | Jürgen Roelandts   | Belgique           | Lotto-Soudal       | en 4 h 42 min 56 s |
| 2e                 | Fabian Cancellara  | Suisse             | Trek-Segafredo     | + 1 s              |
| 3e                 | Luke Durbridge     | Australie          | Orica-GreenEDGE    | + 6 s              |
| 4e                 | Peter Sagan        | Slovaquie          | Tinkoff            | + 10 s             |
| 5e                 | Martin Elmiger     | Suisse             | IAM                | + 10 s             |
| 6e                 | Ion Izagirre       | Espagne            | Movistar           | + 10 s             |
| 7e                 | Tim Wellens        | Belgique           | Lotto-Soudal       | + 11 s             |
| 8e                 | Johan Le Bon       | France             | FDJ                | + 13 s             |
| 9e                 | Silvan Dillier     | Suisse             | BMC Racing         | + 13 s             |
| 10e                | Gorka Izagirre     | Espagne            | Movistar           | + 14 s             |
| modifier           |                    |                    |                    |                    |

### 2eétape
| Classement de l'étape | Classement de l'étape   | Classement de l'étape | Classement de l'étape | Classement de l'étape |
|                       | Coureur                 | Pays                  | Équipe                | Temps                 |
| --------------------- | ----------------------- | --------------------- | --------------------- | --------------------- |
| 1er                   | Peter Sagan             | Slovaquie             | Tinkoff               | en 4 h 31 min 17 s    |
| 2e                    | Michael Albasini        | Suisse                | Orica-GreenEDGE       | m.t                   |
| 3e                    | Silvan Dillier          | Suisse                | BMC Racing            | m.t                   |
| 4e                    | Maximiliano Richeze     | Argentine             | Etixx-Quick Step      | + 3 s                 |
| 5e                    | Jürgen Roelandts        | Belgique              | Lotto-Soudal          | + 3 s                 |
| 6e                    | Jhonatan Restrepo       | Colombie              | Katusha               | + 3 s                 |
| 7e                    | Michael Matthews        | Australie             | Orica-GreenEDGE       | + 3 s                 |
| 8e                    | Rui Costa               | Portugal              | Lampre-Merida         | + 3 s                 |
| 9e                    | Simon Geschke           | Allemagne             | Giant-Alpecin         | + 3 s                 |
| 10e                   | Christopher Juul Jensen | Danemark              | Orica-GreenEDGE       | + 3 s                 |
| modifier              |                         |                       |                       |                       |

| Classement général | Classement général | Classement général | Classement général | Classement général |
|                    | Coureur            | Pays               | Équipe             | Temps              |
| ------------------ | ------------------ | ------------------ | ------------------ | ------------------ |
| 1er                | Peter Sagan        | Slovaquie          | Tinkoff            | en 9 h 14 min 13 s |
| 2e                 | Jürgen Roelandts   | Belgique           | Lotto-Soudal       | + 3 s              |
| 3e                 | Silvan Dillier     | Suisse             | BMC Racing         | + 3 s              |
| 4e                 | Ion Izagirre       | Espagne            | Movistar           | + 13 s             |
| 5e                 | Tim Wellens        | Belgique           | Lotto-Soudal       | + 14 s             |
| 6e                 | Gorka Izagirre     | Espagne            | Movistar           | + 17 s             |
| 7e                 | Wilco Kelderman    | Pays-Bas           | Lotto NL-Jumbo     | + 17 s             |
| 8e                 | Michael Matthews   | Australie          | Orica-GreenEDGE    | + 18 s             |
| 9e                 | Geraint Thomas     | Royaume-Uni        | Sky                | + 19 s             |
| 10e                | Simon Geschke      | Allemagne          | Giant-Alpecin      | + 20 s             |
| modifier           |                    |                    |                    |                    |

### 3eétape
| Classement de l'étape | Classement de l'étape | Classement de l'étape | Classement de l'étape  | Classement de l'étape |
|                       | Coureur               | Pays                  | Équipe                 | Temps                 |
| --------------------- | --------------------- | --------------------- | ---------------------- | --------------------- |
| 1er                   | Maximiliano Richeze   | Argentine             | Etixx-Quick Step       | en 5 h 8 min 21 s     |
| 2e                    | Fernando Gaviria      | Colombie              | Etixx-Quick Step       | m.t                   |
| 3e                    | Peter Sagan           | Slovaquie             | Tinkoff                | m.t                   |
| 4e                    | Tom Van Asbroeck      | Belgique              | Lotto NL-Jumbo         | + 2 s                 |
| 5e                    | Jasper Stuyven        | Belgique              | Trek-Segafredo         | + 2 s                 |
| 6e                    | Magnus Cort Nielsen   | Danemark              | Orica-GreenEDGE        | + 2 s                 |
| 7e                    | Raymond Kreder        | Pays-Bas              | Roompot-Oranje Peloton | + 2 s                 |
| 8e                    | Andrea Pasqualon      | Italie                | Roth                   | + 2 s                 |
| 9e                    | Jürgen Roelandts      | Belgique              | Lotto-Soudal           | + 2 s                 |
| 10e                   | Warren Barguil        | France                | Giant-Alpecin          | + 2 s                 |
| modifier              |                       |                       |                        |                       |

| Classement général | Classement général  | Classement général | Classement général | Classement général  |
|                    | Coureur             | Pays               | Équipe             | Temps               |
| ------------------ | ------------------- | ------------------ | ------------------ | ------------------- |
| 1er                | Peter Sagan         | Slovaquie          | Tinkoff            | en 14 h 22 min 30 s |
| 2e                 | Jürgen Roelandts    | Belgique           | Lotto-Soudal       | + 9 s               |
| 3e                 | Silvan Dillier      | Suisse             | BMC Racing         | + 9 s               |
| 4e                 | Maximiliano Richeze | Argentine          | Etixx-Quick Step   | + 17 s              |
| 5e                 | Ion Izagirre        | Espagne            | Movistar           | + 19 s              |
| 6e                 | Tim Wellens         | Belgique           | Lotto-Soudal       | + 20 s              |
| 7e                 | Gorka Izagirre      | Espagne            | Movistar           | + 23 s              |
| 8e                 | Wilco Kelderman     | Pays-Bas           | Lotto NL-Jumbo     | + 23 s              |
| 9e                 | Michael Matthews    | Australie          | Orica-GreenEDGE    | + 24 s              |
| 10e                | Geraint Thomas      | Royaume-Uni        | Sky                | + 25 s              |
| modifier           |                     |                    |                    |                     |

### 4eétape
| Classement de l'étape | Classement de l'étape | Classement de l'étape | Classement de l'étape | Classement de l'étape |
|                       | Coureur               | Pays                  | Équipe                | Temps                 |
| --------------------- | --------------------- | --------------------- | --------------------- | --------------------- |
| 1er                   | Darwin Atapuma        | Colombie              | BMC Racing            | en 3 h 41 min 52 s    |
| 2e                    | Warren Barguil        | France                | Giant-Alpecin         | + 4 s                 |
| 3e                    | Pierre Latour         | France                | AG2R La Mondiale      | + 7 s                 |
| 4e                    | Tejay van Garderen    | États-Unis            | BMC Racing            | + 9 s                 |
| 5e                    | Wilco Kelderman       | Pays-Bas              | Lotto NL-Jumbo        | + 9 s                 |
| 6e                    | Geraint Thomas        | Royaume-Uni           | Sky                   | + 12 s                |
| 7e                    | Andrew Talansky       | États-Unis            | Cannondale            | + 12 s                |
| 8e                    | Rui Costa             | Portugal              | Lampre-Merida         | + 16 s                |
| 9e                    | Michele Scarponi      | Italie                | Astana                | + 16 s                |
| 10e                   | Miguel Ángel López    | Colombie              | Astana                | + 16 s                |
| modifier              |                       |                       |                       |                       |

| Classement général | Classement général | Classement général | Classement général | Classement général |
|                    | Coureur            | Pays               | Équipe             | Temps              |
| ------------------ | ------------------ | ------------------ | ------------------ | ------------------ |
| 1er                | Pierre Latour      | France             | AG2R La Mondiale   | en 18 h 4 min 54 s |
| 2e                 | Wilco Kelderman    | Pays-Bas           | Lotto NL-Jumbo     | + 0 s              |
| 3e                 | Geraint Thomas     | Royaume-Uni        | Sky                | + 5 s              |
| 4e                 | Warren Barguil     | France             | Giant-Alpecin      | + 16 s             |
| 5e                 | Tejay van Garderen | États-Unis         | BMC Racing         | + 18 s             |
| 6e                 | Andrew Talansky    | États-Unis         | Cannondale         | + 19 s             |
| 7e                 | Gorka Izagirre     | Espagne            | Movistar           | + 27 s             |
| 8e                 | Ion Izagirre       | Espagne            | Movistar           | + 30 s             |
| 9e                 | Miguel Ángel López | Colombie           | Astana             | + 34 s             |
| 10e                | Jarlinson Pantano  | Colombie           | IAM                | + 34 s             |
| modifier           |                    |                    |                    |                    |

### 5eétape
| Classement de l'étape | Classement de l'étape | Classement de l'étape | Classement de l'étape  | Classement de l'étape |
|                       | Coureur               | Pays                  | Équipe                 | Temps                 |
| --------------------- | --------------------- | --------------------- | ---------------------- | --------------------- |
| 1er                   | Pieter Weening        | Pays-Bas              | Roompot-Oranje Peloton | en 4 h 33 min 47 s    |
| 2e                    | Maximiliano Richeze   | Argentine             | Etixx-Quick Step       | + 2 min 37 s          |
| 3e                    | Maciej Paterski       | Pologne               | CCC Sprandi Polkowice  | + 3 min 57 s          |
| 4e                    | Kristjan Koren        | Slovénie              | Cannondale             | + 4 min 13 s          |
| 5e                    | Wilco Kelderman       | Pays-Bas              | Lotto NL-Jumbo         | + 4 min 31 s          |
| 6e                    | Andrew Talansky       | États-Unis            | Cannondale             | + 4 min 31 s          |
| 7e                    | Warren Barguil        | France                | Giant-Alpecin          | + 4 min 31 s          |
| 8e                    | Ion Izagirre          | Espagne               | Movistar               | + 4 min 35 s          |
| 9e                    | Miguel Ángel López    | Colombie              | Astana                 | + 4 min 36 s          |
| 10e                   | Simon Špilak          | Slovénie              | Katusha                | + 4 min 39 s          |
| modifier              |                       |                       |                        |                       |

| Classement général | Classement général | Classement général | Classement général | Classement général  |
|                    | Coureur            | Pays               | Équipe             | Temps               |
| ------------------ | ------------------ | ------------------ | ------------------ | ------------------- |
| 1er                | Wilco Kelderman    | Pays-Bas           | Lotto NL-Jumbo     | en 22 h 43 min 12 s |
| 2e                 | Warren Barguil     | France             | Giant-Alpecin      | + 16 s              |
| 3e                 | Andrew Talansky    | États-Unis         | Cannondale         | + 19 s              |
| 4e                 | Ion Izagirre       | Espagne            | Movistar           | + 34 s              |
| 5e                 | Miguel Ángel López | Colombie           | Astana             | + 39 s              |
| 6e                 | Pierre Latour      | France             | AG2R La Mondiale   | + 51 s              |
| 7e                 | Simon Špilak       | Slovénie           | Katusha            | + 52 s              |
| 8e                 | Geraint Thomas     | Royaume-Uni        | Sky                | + 56 s              |
| 9e                 | Gorka Izagirre     | Espagne            | Movistar           | + 59 s              |
| 10e                | Jarlinson Pantano  | Colombie           | IAM                | + 1 min 3 s         |
| modifier           |                    |                    |                    |                     |

### 6eétape
| Classement de l'étape | Classement de l'étape | Classement de l'étape | Classement de l'étape | Classement de l'étape |
|                       | Coureur               | Pays                  | Équipe                | Temps                 |
| --------------------- | --------------------- | --------------------- | --------------------- | --------------------- |
| 1er                   | Tejay van Garderen    | États-Unis            | BMC Racing            | en 6 h 26 min 13 s    |
| 2e                    | Miguel Ángel López    | Colombie              | Astana                | + 16 s                |
| 3e                    | Warren Barguil        | France                | Giant-Alpecin         | + 16 s                |
| 4e                    | Jarlinson Pantano     | Colombie              | IAM                   | + 31 s                |
| 5e                    | Andrew Talansky       | États-Unis            | Cannondale            | + 33 s                |
| 6e                    | Simon Špilak          | Slovénie              | Katusha               | + 43 s                |
| 7e                    | Rui Costa             | Portugal              | Lampre-Merida         | + 49 s                |
| 8e                    | Ion Izagirre          | Espagne               | Movistar              | + 49 s                |
| 9e                    | Víctor de la Parte    | Espagne               | CCC Sprandi P         | + 59 s                |
| 10e                   | Jan Hirt              | Tchéquie              | CCC Sprandi P         | + 59 s                |
| modifier              |                       |                       |                       |                       |

| Classement général | Classement général | Classement général | Classement général | Classement général |
|                    | Coureur            | Pays               | Équipe             | Temps              |
| ------------------ | ------------------ | ------------------ | ------------------ | ------------------ |
| 1er                | Warren Barguil     | France             | Giant-Alpecin      | en 29 h 9 min 53 s |
| 2e                 | Miguel Ángel López | Colombie           | Astana             | + 21 s             |
| 3e                 | Andrew Talansky    | États-Unis         | Cannondale         | + 24 s             |
| 4e                 | Ion Izagirre       | Espagne            | Movistar           | + 55 s             |
| 5e                 | Jarlinson Pantano  | Colombie           | IAM                | + 1 min 6 s        |
| 6e                 | Simon Špilak       | Slovénie           | Katusha            | + 1 min 7 s        |
| 7e                 | Tejay van Garderen | États-Unis         | BMC Racing         | + 1 min 31 s       |
| 8e                 | Geraint Thomas     | Royaume-Uni        | Sky                | + 1 min 36 s       |
| 9e                 | Wilco Kelderman    | Pays-Bas           | Lotto NL-Jumbo     | + 1 min 39 s       |
| 10e                | Rui Costa          | Portugal           | Lampre-Merida      | + 1 min 55 s       |
| modifier           |                    |                    |                    |                    |

### 7eétape
| Classement de l'étape | Classement de l'étape | Classement de l'étape | Classement de l'étape | Classement de l'étape |
|                       | Coureur               | Pays                  | Équipe                | Temps                 |
| --------------------- | --------------------- | --------------------- | --------------------- | --------------------- |
| 1er                   | Ion Izagirre          | Espagne               | Movistar              | en 21 min 31 s        |
| 2e                    | Miguel Ángel López    | Colombie              | Astana                | + 18 s                |
| 3e                    | Fabian Cancellara     | Suisse                | Trek-Segafredo        | + 19 s                |
| 4e                    | Wilco Kelderman       | Pays-Bas              | Lotto NL-Jumbo        | + 21 s                |
| 5e                    | Andrew Talansky       | États-Unis            | Cannondale            | + 23 s                |
| 6e                    | Jonathan Castroviejo  | Espagne               | Movistar              | + 24 s                |
| 7e                    | Jarlinson Pantano     | Colombie              | IAM                   | + 25 s                |
| 8e                    | Michael Matthews      | Australie             | Orica-GreenEDGE       | + 25 s                |
| 9e                    | Geraint Thomas        | Royaume-Uni           | Sky                   | + 33 s                |
| 10e                   | Tejay van Garderen    | États-Unis            | BMC Racing            | + 34 s                |
| modifier              |                       |                       |                       |                       |

| Classement général | Classement général | Classement général | Classement général | Classement général |
|                    | Coureur            | Pays               | Équipe             | Temps              |
| ------------------ | ------------------ | ------------------ | ------------------ | ------------------ |
| 1er                | Miguel Ángel López | Colombie           | Astana             | en 29 h 32 min 3 s |
| 2e                 | Andrew Talansky    | États-Unis         | Cannondale         | + 8 s              |
| 3e                 | Ion Izagirre       | Espagne            | Movistar           | + 16 s             |
| 4e                 | Warren Barguil     | France             | Giant-Alpecin      | + 18 s             |
| 5e                 | Jarlinson Pantano  | Colombie           | IAM                | + 52 s             |
| 6e                 | Wilco Kelderman    | Pays-Bas           | Lotto NL-Jumbo     | + 1 min 21 s       |
| 7e                 | Tejay van Garderen | États-Unis         | BMC Racing         | + 1 min 26 s       |
| 8e                 | Geraint Thomas     | Royaume-Uni        | Sky                | + 1 min 30 s       |
| 9e                 | Simon Špilak       | Slovénie           | Katusha            | + 1 min 31 s       |
| 10e                | Rui Costa          | Portugal           | Lampre-Merida      | + 2 min 9 s        |
| modifier           |                    |                    |                    |                    |

### 8eétape
Cette dernière étape fut écourtée par les organisateurs à une cinquantaine de kilomètres.
| Classement de l'étape | Classement de l'étape | Classement de l'étape | Classement de l'étape | Classement de l'étape |
|                       | Coureur               | Pays                  | Équipe                | Temps                 |
| --------------------- | --------------------- | --------------------- | --------------------- | --------------------- |
| 1er                   | Jarlinson Pantano     | Colombie              | IAM                   | en 1 h 23 min 55 s    |
| 2e                    | Sergey Chernetskiy    | Russie                | Katusha               | m.t                   |
| 3e                    | Ion Izagirre          | Espagne               | Movistar              | m.t                   |
| 4e                    | Miguel Ángel López    | Colombie              | Astana                | m.t                   |
| 5e                    | Tejay van Garderen    | États-Unis            | BMC Racing            | m.t                   |
| 6e                    | Rui Costa             | Portugal              | Lampre-Merida         | m.t                   |
| 7e                    | Warren Barguil        | France                | Giant-Alpecin         | m.t                   |
| 8e                    | Andrew Talansky       | États-Unis            | Cannondale            | + 56 s                |
| 9e                    | Víctor de la Parte    | Espagne               | CCC Sprandi Polkowice | + 56 s                |
| 10e                   | Joe Dombrowski        | États-Unis            | Cannondale            | + 56 s                |
| modifier              |                       |                       |                       |                       |

## Classements

### Classement final
| Classement final | Classement final   | Classement final | Classement final | Classement final    |
|                  | Coureur            | Pays             | Équipe           | Temps               |
| ---------------- | ------------------ | ---------------- | ---------------- | ------------------- |
| 1er              | Miguel Ángel López | Colombie         | Astana           | en 30 h 55 min 58 s |
| 2e               | Ion Izagirre       | Espagne          | Movistar         | + 12 s              |
| 3e               | Warren Barguil     | France           | Giant-Alpecin    | + 18 s              |
| 4e               | Jarlinson Pantano  | Colombie         | IAM              | + 42 s              |
| 5e               | Andrew Talansky    | États-Unis       | Cannondale       | + 1 min 4 s         |
| 6e               | Tejay van Garderen | États-Unis       | BMC Racing       | + 1 min 26 s        |
| 7e               | Rui Costa          | Portugal         | Lampre-Merida    | + 2 min 9 s         |
| 8e               | Wilco Kelderman    | Pays-Bas         | Lotto-Jumbo      | + 2 min 38 s        |
| 9e               | Simon Špilak       | Slovénie         | Katusha          | + 2 min 48 s        |
| 10e              | Sergey Chernetskiy | Russie           | Katusha          | + 5 min 8 s         |
| modifier         |                    |                  |                  |                     |

### Classements annexes
| Classement par points | Classement par points | Classement par points | Classement par points | Classement par points |
| --------------------- | --------------------- | --------------------- | --------------------- | --------------------- |
|                       | Coureur               | Pays                  | Équipe                | Point(s)              |
| 1er                   | Maximiliano Richeze   | Argentine             | Etixx-Quick Step      | 56 points             |
| 2e                    | Peter Sagan           | Slovaquie             | Tinkoff               | 26 pts                |
| 3e                    | Miguel Ángel López    | Colombie              | Astana                | 20 pts                |
| modifier              |                       |                       |                       |                       |

| Classement de la montagne | Classement de la montagne | Classement de la montagne | Classement de la montagne | Classement de la montagne |
| ------------------------- | ------------------------- | ------------------------- | ------------------------- | ------------------------- |
|                           | Coureur                   | Pays                      | Équipe                    | Point(s)                  |
| 1er                       | Antwan Tolhoek            | Pays-Bas                  | Roompot-Oranje Peloton    | 104 points                |
| 2e                        | Pieter Weening            | Pays-Bas                  | Roompot-Oranje Peloton    | 50 pts                    |
| 3e                        | Darwin Atapuma            | Colombie                  | BMC Racing                | 42 pts                    |
| modifier                  |                           |                           |                           |                           |

### UCI World Tour
Ce Tour de Suisse attribue des points pour l'UCI World Tour 2016, par équipes uniquement aux équipes ayant un label WorldTeam, individuellement uniquement aux coureurs des équipes ayant un label WorldTeam.
| Position           | 1er | 2e | 3e | 4e | 5e | 6e | 7e | 8e | 9e | 10e |
| Classement général | 100 | 80 | 70 | 60 | 50 | 40 | 30 | 20 | 10 | 4   |
| Par étape          | 6   | 4  | 2  | 1  | 1  |    |    |    |    |     |

| #  | Coureur             | Équipe           | Points |
| -- | ------------------- | ---------------- | ------ |
| 1  | Maximiliano Richeze | Etixx-Quick Step | 15     |
| 2  | Peter Sagan         | Tinkoff          | 14     |
| 3  | Miguel Ángel López  | Astana           | 8      |
| 3  | Fabian Cancellara   | Trek-Segafredo   | 8      |
| 5  | Tejay van Garderen  | BMC Racing       | 7      |
| 5  | Ion Izagirre        | Movistar         | 7      |
| 7  | Jürgen Roelandts    | Lotto-Soudal     | 6      |
| 7  | Darwin Atapuma      | BMC Racing       | 6      |
| 7  | Warren Barguil      | Giant-Alpecin    | 6      |
| 10 | Michael Albasini    | Orica-GreenEDGE  | 4      |
| 10 | Fernando Gaviria    | Etixx-Quick Step | 4      |

| Suite du classement (12-18) | Suite du classement (12-18) | Suite du classement (12-18) | Suite du classement (12-18) |
| --------------------------- | --------------------------- | --------------------------- | --------------------------- |
| #                           | Coureur                     | Équipe                      | Points                      |
| 12                          | Wilco Kelderman             | Lotto NL-Jumbo              | 3                           |
| 13                          | Luke Durbridge              | Orica-GreenEDGE             | 2                           |
| 13                          | Pierre Latour               | AG2R La Mondiale            | 2                           |
| 13                          | Michael Matthews            | Orica-GreenEDGE             | 2                           |
| 13                          | Silvan Dillier              | BMC Racing                  | 2                           |
| 13                          | Andrew Talansky             | Cannondale                  | 2                           |
| 18                          | Martin Elmiger              | IAM                         | 1                           |
| 18                          | Magnus Cort Nielsen         | Orica-GreenEDGE             | 1                           |
| 18                          | Tom Van Asbroeck            | Lotto NL-Jumbo              | 1                           |
| 18                          | Jasper Stuyven              | Trek-Segafredo              | 1                           |
| 18                          | Kristjan Koren              | Cannondale                  | 1                           |
| 18                          | Jarlinson Pantano           | IAM                         | 1                           |

## Évolution des classements
| Étape              | Vainqueur           | Classement général | Classement par points | Classement de la montagne | Classement du meilleur Suisse | Classement par équipes | Coureur le plus combatif |
| ------------------ | ------------------- | ------------------ | --------------------- | ------------------------- | ----------------------------- | ---------------------- | ------------------------ |
| Prologue           | Fabian Cancellara   | Fabian Cancellara  | Fabian Cancellara     | Non décerné               | Fabian Cancellara             | Lotto-Soudal           | Non décerné              |
| 1                  | Peter Sagan         | Jürgen Roelandts   | Fabian Cancellara     | Matthias Krizek           | Fabian Cancellara             | Lotto-Soudal           | Marcel Wyss              |
| 2                  | Peter Sagan         | Peter Sagan        | Peter Sagan           | Antwan Tolhoek            | Silvan Dillier                | Lotto-Soudal           | Silvan Dillier           |
| 3                  | Maximiliano Richeze | Peter Sagan        | Peter Sagan           | Antwan Tolhoek            | Silvan Dillier                | Lotto-Soudal           | Jérémy Maison            |
| 4                  | Darwin Atapuma      | Pierre Latour      | Peter Sagan           | Antwan Tolhoek            | Mathias Frank                 | Sky                    | Darwin Atapuma           |
| 5                  | Pieter Weening      | Wilco Kelderman    | Maximiliano Richeze   | Antwan Tolhoek            | Martin Elmiger                | Lotto-Soudal           | Pieter Weening           |
| 6                  | Tejay van Garderen  | Warren Barguil     | Maximiliano Richeze   | Antwan Tolhoek            | Martin Elmiger                | Katusha                | Matthias Brändle         |
| 7                  | Ion Izagirre        | Miguel Ángel López | Maximiliano Richeze   | Antwan Tolhoek            | Martin Elmiger                | Katusha                | Ion Izagirre             |
| 8                  | Jarlinson Pantano   | Miguel Ángel López | Maximiliano Richeze   | Antwan Tolhoek            | Martin Elmiger                | Katusha                | Miguel Ángel López       |
| Classements finals | Classements finals  | Miguel Ángel López | Maximiliano Richeze   | Antwan Tolhoek            | Martin Elmiger                | Katusha                |                          |

## Liste des participants
- Liste de départ complète

| Légende                             | Légende                                                                                                  | Légende                                 | Légende                                                                                         |
| ----------------------------------- | --- | --------------------------------------- | ----------------------------------------------------------------------------------------------- |
| Num                                 | Dossard de départ porté par le coureur sur ce Tour de Suisse                                             | Pos                                     | Position finale au classement général                                                           |
| Leader du classement général        | Indique le vainqueur du classement général                                                               | Leader du classement par points         | Indique le vainqueur du classement par points                                                   |
| Leader du classement de la montagne | Indique le vainqueur du classement de la montagne                                                        | Leader du classement du meilleur Suisse | Indique le vainqueur du classement du meilleur Suisse                                           |
|                                     | Indique un maillot de champion national ou mondial, suivi de sa spécialité                               | #                                       | Indique la meilleure équipe                                                                     |
| NP                                  | Indique un coureur qui n'a pas pris le départ d'une étape, suivi du numéro de l'étape où il s'est retiré | AB                                      | Indique un coureur qui n'a pas terminé une étape, suivi du numéro de l'étape où il s'est retiré |
| HD                                  | Indique un coureur qui a terminé une étape hors des délais, suivi du numéro de l'étape                   |                                         |                                                                                                 |

| Katusha # KAT | Katusha # KAT            | Katusha # KAT |
| ------------- | ------------------------ | ------------- |
| Num           | Coureur                  | Pos           |
| 1             | Simon Špilak (SLO)       | 9e            |
| 2             | Sven Erik Bystrøm (NOR)  | 69e           |
| 3             | Sergey Chernetskiy (RUS) | 10e           |
| 4             | Dmitry Kozontchuk (RUS)  | 66e           |
| 5             | Sergueï Lagoutine (RUS)  | 36e           |
| 6             | Tiago Machado (POR)      | AB-5          |
| 7             | Matvey Mamykin (RUS)     | 31e           |
| 8             | Jhonatan Restrepo (COL)  | 52e           |

| Trek-Segafredo TFS | Trek-Segafredo TFS      | Trek-Segafredo TFS |
| ------------------ | ----------------------- | ------------------ |
| Num                | Coureur                 | Pos                |
| 11                 | Fabian Cancellara (SUI) | NP-9               |
| 12                 | Stijn Devolder (BEL)    | 121e               |
| 13                 | Grégory Rast (SUI)      | 102e               |
| 14                 | Kiel Reijnen (USA)      | 116e               |
| 15                 | Fränk Schleck (LUX)     | 19e                |
| 16                 | Peter Stetina (USA)     | 22e                |
| 17                 | Jasper Stuyven (BEL)    | 93e                |
| 18                 | Riccardo Zoidl (AUT)    | 46e                |

| Orica-GreenEDGE OGE | Orica-GreenEDGE OGE                 | Orica-GreenEDGE OGE |
| ------------------- | ----------------------------------- | ------------------- |
| Num                 | Coureur                             | Pos                 |
| 21                  | Michael Albasini (SUI)              | 71e                 |
| 22                  | Michael Matthews (AUS)              | NP-9                |
| 23                  | Luke Durbridge (AUS)                | 88e                 |
| 24                  | Sam Bewley (NZL)                    | 97e                 |
| 25                  | Mathew Hayman (AUS)                 | NP-9                |
| 26                  | Christopher Juul Jensen (DEN) (Clm) | 48e                 |
| 27                  | Magnus Cort Nielsen (DEN)           | 100e                |
| 28                  | Amets Txurruka (ESP)                | NP-6                |

| BMC Racing BMC | BMC Racing BMC             | BMC Racing BMC |
| -------------- | -------------------------- | -------------- |
| Num            | Coureur                    | Pos            |
| 31             | Tejay van Garderen (USA)   | 6e             |
| 32             | Darwin Atapuma (COL)       | 13e            |
| 33             | Silvan Dillier (SUI) (Clm) | NP-9           |
| 34             | Philippe Gilbert (BEL)     | AB-9           |
| 35             | Samuel Sánchez (ESP)       | NP-3           |
| 36             | Michael Schär (SUI)        | 30e            |
| 37             | Dylan Teuns (BEL)          | AB-9           |
| 38             | Danilo Wyss (SUI) (Route)  | 35e            |

| Tinkoff TNK | Tinkoff TNK                | Tinkoff TNK |
| ----------- | -------------------------- | ----------- |
| Num         | Coureur                    | Pos         |
| 41          | Peter Sagan (SVK) (Route), | 111e        |
| 42          | Maciej Bodnar (POL)        | NP-9        |
| 43          | Jay McCarthy (AUS)         | NP-5        |
| 44          | Oscar Gatto (ITA)          | AB-6        |
| 45          | Ivan Rovny (RUS)           | AB-5        |
| 46          | Juraj Sagan (SVK)          | 120e        |
| 47          | Evgueni Petrov (RUS)       | 109e        |
| 48          | Manuele Boaro (ITA)        | AB-5        |

| Sky SKY | Sky SKY                            | Sky SKY |
| ------- | ---------------------------------- | ------- |
| Num     | Coureur                            | Pos     |
| 51      | Geraint Thomas (GBR)               | 17e     |
| 52      | Ian Boswell (USA)                  | 37e     |
| 53      | Michał Gołaś (POL)                 | 64e     |
| 54      | Leopold König (CZE)                | NP-9    |
| 55      | Vasil Kiryienka (BLR) (Clm), (Clm) | 21e     |
| 56      | David López García (ESP)           | 34e     |
| 57      | Christian Knees (GER)              | 63e     |
| 58      | Danny van Poppel (NED)             | AB-4    |

| Lotto NL-Jumbo TLJ | Lotto NL-Jumbo TLJ          | Lotto NL-Jumbo TLJ |
| ------------------ | --------------------------- | ------------------ |
| Num                | Coureur                     | Pos                |
| 61                 | Robert Gesink (NED)         | AB-1               |
| 62                 | Tom Van Asbroeck (BEL)      | 98e                |
| 63                 | Koen Bouwman (NED)          | 29e                |
| 64                 | Twan Castelijns (NED)       | 110e               |
| 65                 | Wilco Kelderman (NED) (Clm) | 8e                 |
| 66                 | Bert-Jan Lindeman (NED)     | 59e                |
| 67                 | Paul Martens (GER)          | 85e                |
| 68                 | Bram Tankink (NED)          | 47e                |

| Lampre-Merida LAM | Lampre-Merida LAM        | Lampre-Merida LAM |
| ----------------- | ------------------------ | ----------------- |
| Num               | Coureur                  | Pos               |
| 71                | Rui Costa (POR) (Route)  | 7e                |
| 72                | Yukiya Arashiro (JPN)    | 83e               |
| 73                | Matteo Bono (ITA)        | 123e              |
| 74                | Davide Cimolai (ITA)     | 125e              |
| 75                | Kristijan Đurasek (CRO)  | 58e               |
| 76                | Mário Costa (POR)        | 103e              |
| 77                | Jan Polanc (SLO)         | 15e               |
| 78                | Przemysław Niemiec (POL) | 42e               |

| Giant-Alpecin TGA | Giant-Alpecin TGA         | Giant-Alpecin TGA |
| ----------------- | ------------------------- | ----------------- |
| Num               | Coureur                   | Pos               |
| 81                | Warren Barguil (FRA)      | 3e                |
| 82                | Johannes Fröhlinger (GER) | 104e              |
| 83                | Simon Geschke (GER)       | 32e               |
| 84                | Ji Cheng (CHN)            | AB-4              |
| 85                | Tobias Ludvigsson (SWE)   | AB-4              |
| 86                | Sindre Lunke (NOR)        | 68e               |
| 87                | Sam Oomen (NED)           | 38e               |
| 88                | Laurens ten Dam (NED)     | 72e               |

| Cannondale CPT | Cannondale CPT            | Cannondale CPT |
| -------------- | ------------------------- | -------------- |
| Num            | Coureur                   | Pos            |
| 91             | Andrew Talansky (USA)     | 5e             |
| 92             | Joe Dombrowski (USA)      | 26e            |
| 93             | Matti Breschel (DEN)      | 94e            |
| 94             | Kristjan Koren (SLO)      | 74e            |
| 95             | Toms Skujiņš (LAT)        | 92e            |
| 96             | Davide Villella (ITA)     | AB-9           |
| 97             | Patrick Bevin (NZL) (Clm) | AB-2           |
| 98             | Ruben Zepuntke (GER)      | 65e            |

| Lotto-Soudal LTS | Lotto-Soudal LTS         | Lotto-Soudal LTS |
| ---------------- | ------------------------ | ---------------- |
| Num              | Coureur                  | Pos              |
| 101              | Tim Wellens (BEL)        | AB-6             |
| 102              | Sander Armée (BEL)       | 14e              |
| 103              | Tiesj Benoot (BEL)       | NP-9             |
| 104              | Pim Ligthart (NED)       | NP-9             |
| 105              | Jürgen Roelandts (BEL)   | NP-6             |
| 106              | Tosh Van der Sande (BEL) | NP-9             |
| 107              | Jelle Vanendert (BEL)    | NP-4             |
| 108              | Jelle Wallays (BEL)      | NP-9             |

| Etixx-Quick Step EQS | Etixx-Quick Step EQS      | Etixx-Quick Step EQS |
| -------------------- | ------------------------- | -------------------- |
| Num                  | Coureur                   | Pos                  |
| 111                  | Zdeněk Štybar (CZE)       | 81e                  |
| 112                  | Rodrigo Contreras (COL)   | AB-4                 |
| 113                  | Iljo Keisse (BEL)         | 87e                  |
| 114                  | Fernando Gaviria (COL)    | 106e                 |
| 115                  | Petr Vakoč (CZE) (Route)  | 33e                  |
| 116                  | Yves Lampaert (BEL)       | AB-9                 |
| 117                  | Maximiliano Richeze (ARG) | 70e                  |
| 118                  | Julien Vermote (BEL)      | 77e                  |

| Dimension Data DDD | Dimension Data DDD                | Dimension Data DDD |
| ------------------ | --------------------------------- | ------------------ |
| Num                | Coureur                           | Pos                |
| 121                | Kanstantsin Siutsou (BLR)         | AB-5               |
| 122                | Natnael Berhane (ERI) (Route)     | 18e                |
| 123                | Matthew Brammeier (IRL)           | AB-4               |
| 124                | Tyler Farrar (USA)                | 124e               |
| 125                | Reinardt Janse van Rensburg (RSA) | 86e                |
| 126                | Merhawi Kudus (ERI)               | NP-1               |
| 127                | Adrien Niyonshuti (RWA)           | 114e               |
| 128                | Jay Robert Thomson (RSA)          | AB-5               |

| FDJ | FDJ                            | FDJ  |
| --- | ------------------------------ | ---- |
| Num | Coureur                        | Pos  |
| 131 | Odd Christian Eiking (NOR)     | 49e  |
| 132 | Cédric Pineau (FRA)            | 55e  |
| 133 | Kenny Elissonde (FRA)          | 25e  |
| 134 | Johan Le Bon (FRA)             | AB-4 |
| 135 | Pierre-Henri Lecuisinier (FRA) | AB-4 |
| 136 | Jérémy Maison (FRA)            | AB-4 |
| 137 | Laurent Pichon (FRA)           | 45e  |
| 138 | Kévin Réza (FRA)               | 82e  |

| IAM | IAM                     | IAM  |
| --- | ----------------------- | ---- |
| Num | Coureur                 | Pos  |
| 141 | Mathias Frank (SUI)     | NP-5 |
| 142 | Matthias Brändle (AUT)  | 89e  |
| 143 | Dries Devenyns (BEL)    | NP-6 |
| 144 | Martin Elmiger (SUI)    | 24e  |
| 145 | Reto Hollenstein (SUI)  | 75e  |
| 146 | Jarlinson Pantano (COL) | 4e   |
| 147 | Marcel Wyss (SUI)       | 35e  |
| 148 | Oliver Zaugg (SUI)      | 91e  |

| Astana AST | Astana AST               | Astana AST |
| ---------- | ------------------------ | ---------- |
| Num        | Coureur                  | Pos        |
| 151        | Miguel Ángel López (COL) | 1er        |
| 152        | Lars Boom (NED)          | AB-5       |
| 153        | Laurens De Vreese (BEL)  | 105e       |
| 154        | Davide Malacarne (ITA)   | 51e        |
| 155        | Michele Scarponi (ITA)   | 27e        |
| 156        | Gatis Smukulis (LAT)     | 118e       |
| 157        | Alessandro Vanotti (ITA) | 112e       |
| 158        | Lieuwe Westra (NED)      | AB-5       |

| AG2R La Mondiale ALM | AG2R La Mondiale ALM         | AG2R La Mondiale ALM |
| -------------------- | ---------------------------- | -------------------- |
| Num                  | Coureur                      | Pos                  |
| 161                  | Jean-Christophe Péraud (FRA) | 56e                  |
| 162                  | Hubert Dupont (FRA)          | 23e                  |
| 163                  | Damien Gaudin (FRA)          | AB-5                 |
| 164                  | Pierre Latour (FRA)          | AB-6                 |
| 165                  | Sébastien Minard (FRA)       | 90e                  |
| 166                  | Christophe Riblon (FRA)      | 76e                  |
| 167                  | Jesse Sergent (NZL)          | 108e                 |
| 168                  | Sébastien Turgot (FRA)       | 113e                 |

| Movistar MOV | Movistar MOV               | Movistar MOV |
| ------------ | -------------------------- | ------------ |
| Num          | Coureur                    | Pos          |
| 171          | Ion Izagirre (ESP)         | 2e           |
| 172          | Winner Anacona (COL)       | 40e          |
| 173          | Jorge Arcas (ESP)          | 39e          |
| 174          | Alex Dowsett (GBR) (Clm)   | AB-4         |
| 175          | Jonathan Castroviejo (ESP) | 41e          |
| 176          | Gorka Izagirre (ESP)       | 12e          |
| 177          | Juan José Lobato (ESP)     | AB-2         |
| 178          | Jasha Sütterlin (GER)      | 60e          |

| CCC Sprandi Polkowice CCC | CCC Sprandi Polkowice CCC | CCC Sprandi Polkowice CCC |
| ------------------------- | ------------------------- | ------------------------- |
| Num                       | Coureur                   | Pos                       |
| 181                       | Sylwester Szmyd (POL)     | 115e                      |
| 182                       | Branislau Samoilau (BLR)  | 50e                       |
| 183                       | Jan Hirt (CZE)            | 44e                       |
| 184                       | Víctor de la Parte (ESP)  | 11e                       |
| 185                       | Felix Großschartner (AUT) | 28e                       |
| 186                       | Maciej Paterski (POL)     | AB-6                      |
| 187                       | Simone Ponzi (ITA)        | 101e                      |
| 188                       | Jarosław Marycz (POL)     | 119e                      |

| Roth ROT | Roth ROT                  | Roth ROT |
| -------- | ------------------------- | -------- |
| Num      | Coureur                   | Pos      |
| 191      | Martin Kohler (SUI)       | 107e     |
| 192      | Bruno Pires (POR)         | 80e      |
| 193      | Matthias Krizek (AUT)     | 84e      |
| 194      | Nico Brüngger (SUI)       | 78e      |
| 195      | Lukas Jaun (SUI)          | 126e     |
| 196      | Andrea Pasqualon (ITA)    | 73e      |
| 197      | Colin Stüssi (SUI)        | 122e     |
| 198      | Valentin Baillifard (SUI) | 117e     |

| Roompot-Oranje Peloton ROP | Roompot-Oranje Peloton ROP | Roompot-Oranje Peloton ROP |
| -------------------------- | -------------------------- | -------------------------- |
| Num                        | Coureur                    | Pos                        |
| 201                        | Pieter Weening (NED)       | 62e                        |
| 202                        | Antwan Tolhoek (NED)       | 57e                        |
| 203                        | Michel Kreder (NED)        | 96e                        |
| 204                        | Raymond Kreder (NED)       | AB-6                       |
| 205                        | Huub Duyn (NED)            | 54e                        |
| 206                        | Maurits Lammertink (NED)   | AB-2                       |
| 207                        | Nick van der Lijke (NED)   | 67e                        |
| 208                        | Berden de Vries (NED)      | AB-6                       |

| Verva ActiveJet VAT | Verva ActiveJet VAT   | Verva ActiveJet VAT |
| ------------------- | --------------------- | ------------------- |
| Num                 | Coureur               | Pos                 |
| 211                 | Jordi Simón (ESP)     | 20e                 |
| 212                 | Karel Hník (CZE)      | AB-4                |
| 213                 | Paweł Cieślik (POL)   | 14e                 |
| 214                 | Kamil Gradek (POL)    | AB-7                |
| 215                 | Michał Podlaski (POL) | 99e                 |
| 216                 | Jiří Polnický (CZE)   | 95e                 |
| 217                 | Adam Stachowiak (POL) | 79e                 |
| 218                 | Jonas Koch (GER)      | 61e                 |